# الدوبي براذورز
الدوبي براذورز (بالإنجليزية: The Doobie Brothers)‏ فريق روك أمريكي من سان خوسيه، كاليفورنيا. نشط لمدة خمسة عقود، وكان نجاحهم الأكبر في السبعينيات.

## أعضاء الفريق
تتكون التشكيلة الحالية للفريق من الأعضاء المؤسسين:
- توم جونستون (الجيثارات، الغناء)

- باتريك سيمونز (الجيثارات، الغناء)

- مايكل ماكدونالد (لوحات المفاتيح، الغناء) عضو مخضرم

- جون ماكفي (الجيثارات، الدواسة الفولاذية، الكمان، الغناء المساند) عضو قديم

- الموسيقيون المصاحبين في الجولات:

- جون كوان (جيتار باس، الغناء)

- بيل باين (لوحات المفاتيح)

- مارك روسو (الساكسفونات)

- إد توث (الطبول)

- مارك كوينونيس (إيقاع)[3]

## تاريخ الفريق

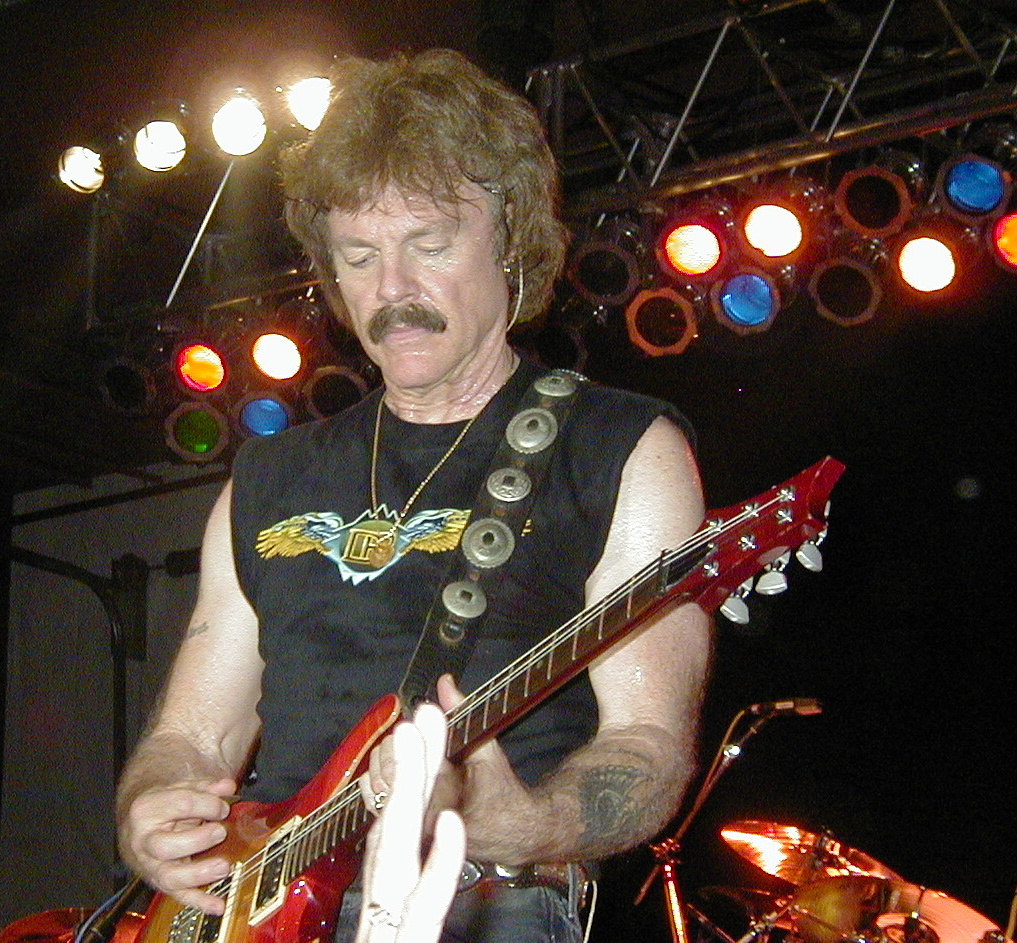
توم جونستون

ينقسم تاريخ الفرقة تقريبًا إلى ثلاثة عصور: من عام 1970 إلى عام 1975، ظهر المغني الرئيسي جونستون وصوت موسيقى الروك أند رول السائد مع عناصر من الفولكلور والكانتري والريزم والبلوز.
غادر جونستون الفريق في عام 1977 لأسباب صحية، وحل محله مايكل ماكدونالد، الذي تسبب اهتمامه بموسيقى السول، في تغيير الطابع المعتاد لصوت الفريق حتى تفكك في عام 1982 وكان سيمونز العضو الوحيد الدائم الذي ظهر في جميع ألبوماتهم.
تم إعادة تكوين الفريق مع عودة جونستون إليهم مرة أخرى. عاد ماكدونالد، الذي سبق له دعوة العديد من الضيوف منذ إعادة تشكيله، إلى الفريق بصورة دائمة في عام 2019 مع جولتهم السنوية الخمسين.
تم إدخال الدوبي براذورز إلى قاعة مشاهير الفرق الصوتية في عام 2004 Vocal Group Hall of Fame، وقاعة مشاهير الروك آند رول Rock and Roll Hall of Fame في 7 نوفمبر 2020. باعت المجموعة أكثر من 40 مليون ألبوم حول العالم.

## أهم الأغاني المنفردة
استمع للموسيقى (Listen to the Music (1972
يسوع على ما يرام (Jesus Is Just Alright (1972
قطار طويل يتحرك مسرعا (Long Train Runnin' (1973
بستان الصين (China Grove (1973
خذني بين ذراعيك (راقصني) (Take Me in Your Arms (Rock Me) (1975
تأخذها إلى الشوارع (Takin' It to the Streets (1976
يبقيك تعمل (It Keeps You Runnin' (1976
أصداء الحب (Echoes of Love (1977
ما يعتقده الاحمق (What a Fool Believes (1979
دقيقة بدقيقة (Minute by Minute (1979

## أهم الألبومات
شارع تولوز 1972 Toulouse Street
تأخذها إلى الشوارع 1976 Takin’ It To The Streets
ما كانت رذائل أصبحت الآن عادات 1974 What Were Once Vices Are Now Habits
الكابتن وأنا 1972 The Captain and Me
دقيقة بدقيقة 1980 Minute By Minute
تدافع 1975 Stampede
الاخوة دوبي 1971 The Doobie Brothers
أصبح العالم مجنون 2010 World Gone Crazy
دورات 1983 Cycles
خطوة واحدة أقرب 1980 One Step Closer

## وصلات خارجية
- الموقع الرسمي
- Doobie Brothers live photo gallery
- الدوبي براذورز التسجيلات من ديسكاغز.كوم